# 共和国广场 (布宜诺斯艾利斯)

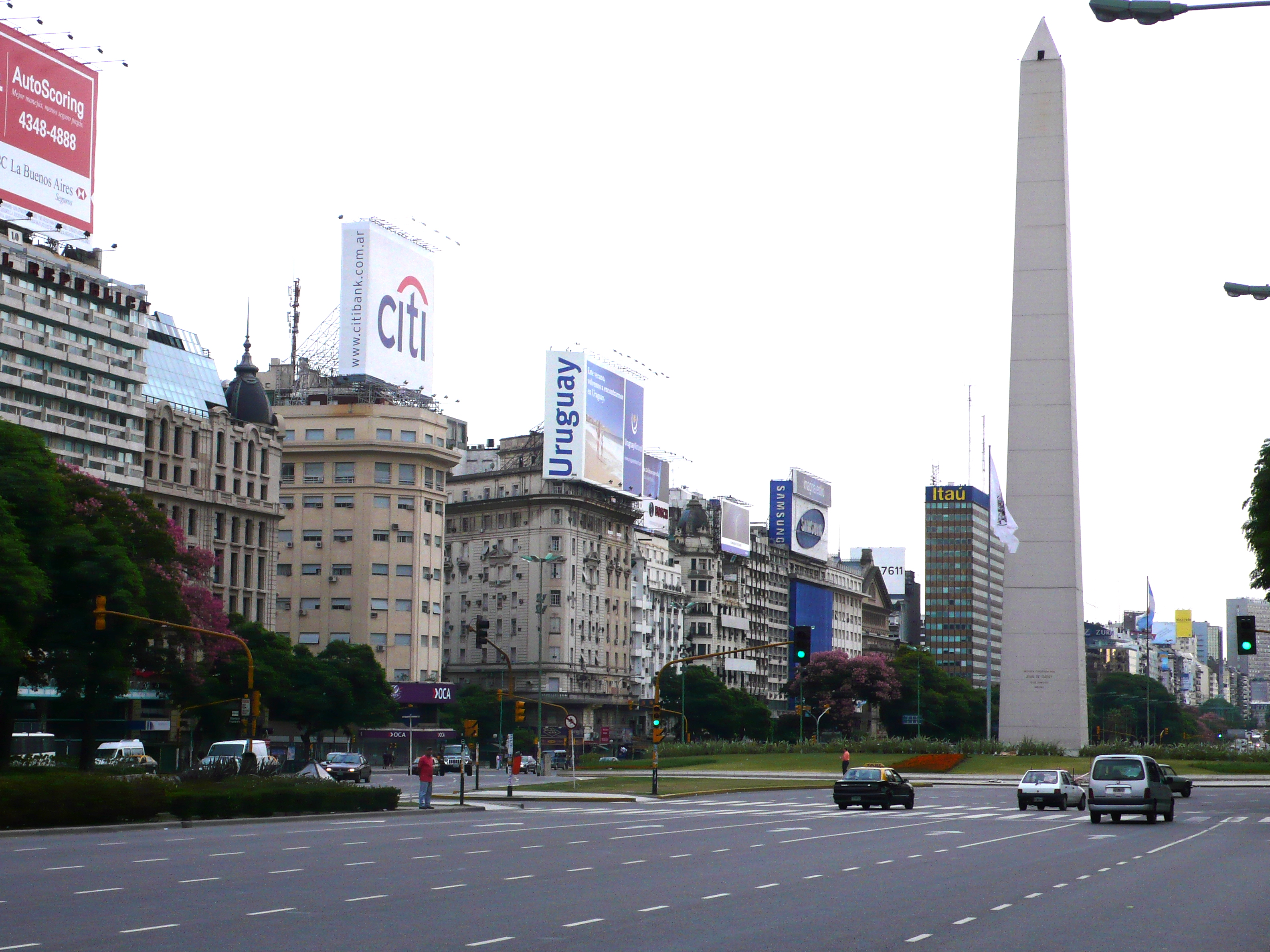

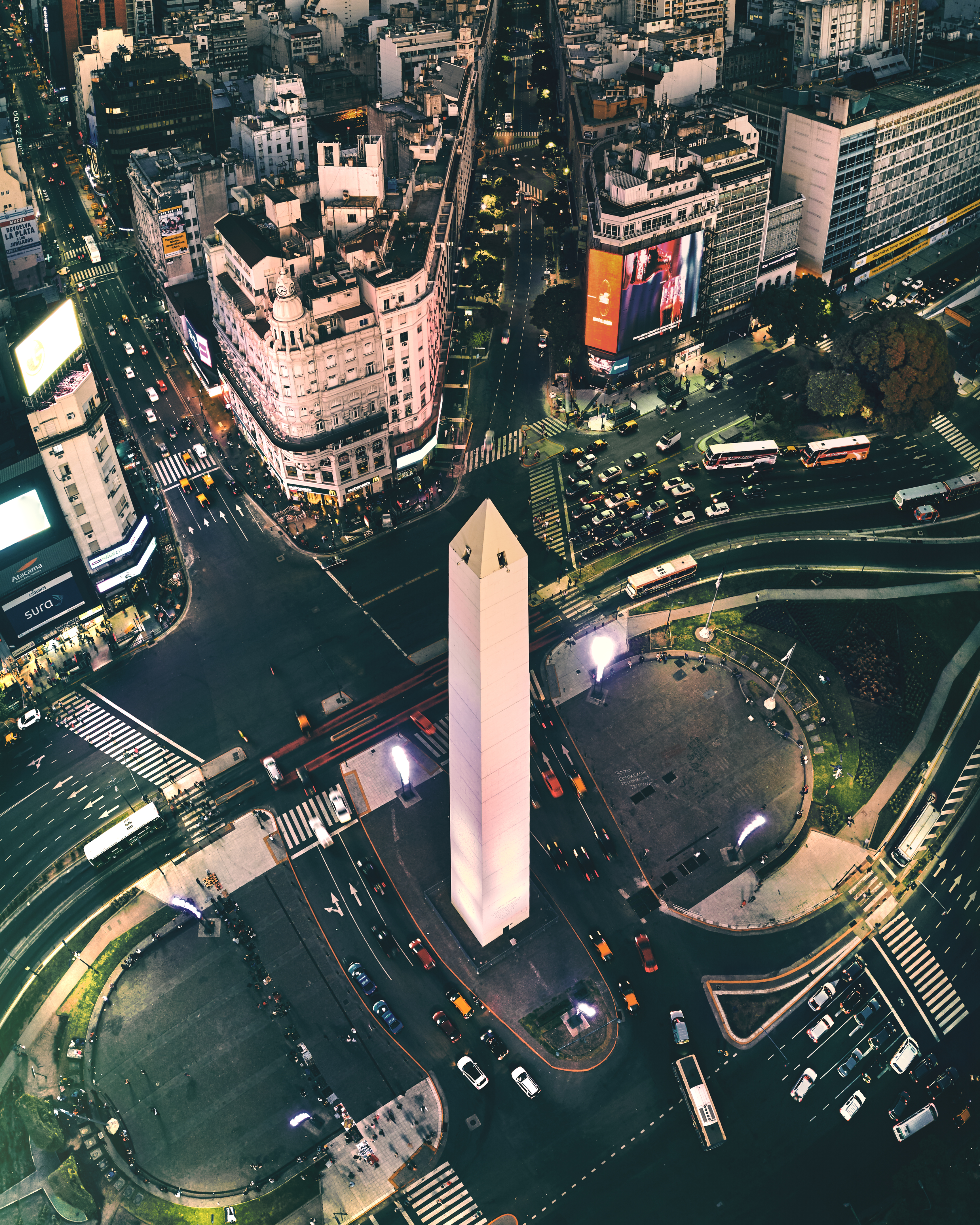

共和国广场（西班牙語：Plaza de la República）是阿根廷首都布宜诺斯艾利斯的一个城市广场，位于三条主干道的交汇处：七月九日大道，科连特斯大道和北对角线。其名称来源于一个曾经坐落在广场上的教堂，圣尼各老堂（San Nicolás de Bari，1930年代开辟七月九日大道时拆除），阿根廷国旗在这座教堂首次升起。
共和国广场上有布宜诺斯艾利斯方尖碑，立于1937年。广场最初是一个用石头铺成的圆形广场，1962年扩大到目前的规模。目前的布局是在1971年确立的，科连特斯大道穿过广场和方尖碑周围，以便利汽车进入该市的金融区。

## 地铁
广场附近有三条重要的布宜诺斯艾利斯地铁线路经过，可以方便地到达该市大部分重要地点。
- “卡洛斯·佩莱格里尼站”（Carlos Pellegrini），线
- “七月九日站”（9 de Julio）， 线
- “北对角线站”（Diagonal Norte），线